# Johan Gustaf Ruckman

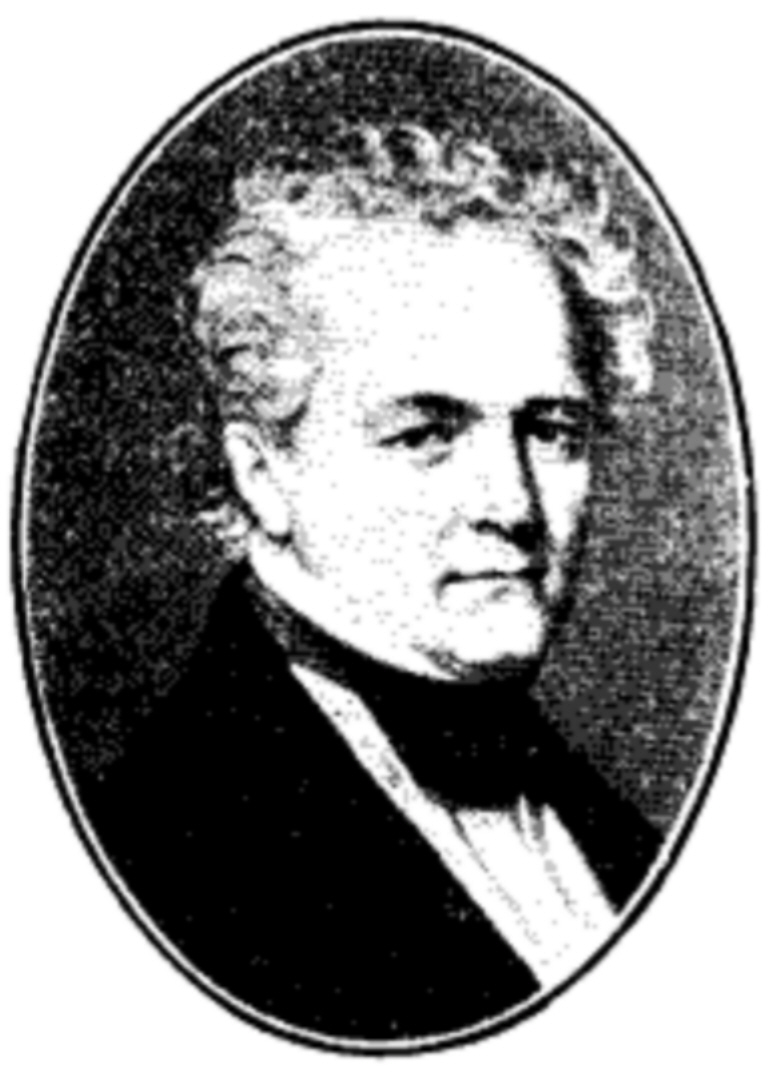
Johan Gustaf Ruckman

Johan Gustaf Ruckman (* 12. Dezember 1780 in Stockholm; † 20. Januar 1862) war ein schwedischer Kupferstecher.

## Leben
Ruckman wurde 1805 ein Schüler von Johan Wilhelm Palmstruch und unterstützte diesen bei der Herstellung des Tafelwerkes Svensk Botanik (Schwedische Botanik). Ab dem fünften Band dieser Reihe gestaltete er mehrere Seiten selbstständig. Gleichzeitig half er beim Tafelwerk Svensk Zoologi (Schwedische Zoologie) von Palmstruch und Conrad Quensel mit. Ab den siebenten Band von Svensk Botanik (1812) gravierte er alle Druckplatten selbst bis zur Fertigstellung des elften Bandes (1838). Ruckman fand Zeit sich künstlerisch weiterzubilden und gestaltete eine Vielzahl an Porträts. Außerdem illustrierte er Modejournale, Kalender und Kinderbücher. Dazu kommen noch Gravuren für Schriften der schwedischen Wissenschaftsakademie und anderer Forschergesellschaften sowie etwa 100 Kartenblätter. Ruckman ist reichlich vertreten in der Gravurensammlung des schwedischen Nationalmuseums.

## Weitere Werke (Auswahl)

### Porträts
- Franzén
- K. P. Hagberg
- A. Hylander
- Ph. von Mecklenburg
- Tegnér
- J. Tengström
- Thunberg
- Wallin

### Bücher und Tafelwerke
- Desseins et croquis des plus célèbres maîtres (1 Heft, 1820)
- Scener ur Fredmans epistlar och sånger (1827–28), Zeichnungen von E. Chiewitz
- Archiv för nyare resor (1810–11)
- Jorden och dess invånare af Zimmermann (1813–39)